# 光电效应

光電效應示意圖：來自左上方的光子衝擊到金屬板，將電子逐出金屬板，並且向右上方移去。

光電效應（英語：photoelectric effect）是指光束照射物體時會使其發射出電子的物理效應。發射出來的電子稱為「光電子」。:1060-1063:1240-1246
1887年，德國物理學家海因里希·赫兹發現，紫外線照射到金屬電極上，可以幫助產生電火花。1905年，阿爾伯特·愛因斯坦發表論文《關於光產生和轉變的一个啟發性觀點》，給出了光電效應實驗數據的理論解釋。愛因斯坦主張，光的能量並非均匀分布，而是負載於離散的光量子（光子），而這光子的能量和其所組成的光的頻率有關。這個突破性的理論不但能夠解釋光電效應，也推動了量子力學的誕生。由於「他對理論物理學的成就，特別是光電效應定律的發現」，愛因斯坦獲頒1921年諾貝爾物理學獎。
在研究光電效應的過程中，物理學者對光子的量子性質有了更加深入的了解，這對波粒二象性概念的提出有重大影響。:1240-1246除了光電效應以外，在其它現象裡，光子束也會影響電子的運動，包括光電導效應、光生伏打效應、光電化學效應。
根據波粒二象性，光電效應也可以用波動概念來分析，完全不需用到光子概念。威利斯·蘭姆與馬蘭·斯考立於1969年使用半經典方法證明光電效應，這方法將電子的行為量子化，又將光視為純粹經典電磁波，完全不考慮光是由光子組成的概念。:27-28

## 简述
通常把在光的照射作用下，物质材料中电子逸出其表面形成光电流的现象叫做外光电效应。相对应的，把在光照射的作用下，物质吸收光子能量并激发自由电子的现象称为内光电效应。

## 理論概述
光束裏的光子所擁有的能量與光的頻率成正比。假若金屬裏的電子吸收了一個光子的能量，而這能量大於或等於某个与金属相关的能量阈值（底限頻率，與金屬的功函數有關），則此電子因为拥有了足够的能量，會从金属中逃逸出来，成為光電子；若能量不足，則電子会释出能量，能量重新成为光子离开，电子能量恢复到吸收之前，無法逃逸離開金屬。增加光束的輻照度（光束的強度）會增加光束裏光子的密度，在同一段时间内激發更多的電子，但不會使得每一個受激發的電子因吸收更多的光子而獲得更多的能量。换言之，光電子的能量與輻照度(光強度)無關，只與光子的能量、頻率有關。
被光束照射到的電子會吸收光子的能量，但是其中机制遵照的是一種非全有即全無的準則，光子所有能量都必須被吸收，用來克服功函數，否則這能量會被釋出。假若電子所吸收的能量能夠克服功函數，並且還有剩餘能量，則這剩餘能量會成為電子在被發射後的動能。:1060-1063
功函數 {\displaystyle W_{0}} 是從金屬表面發射出一個光電子所需要的最小能量。如果转换到频率的角度来看，光子的頻率必須大於金屬特徵的底限頻率，才能給予電子足夠的能量克服功函數。功函數與底限頻率 {\displaystyle \nu _{0}} 之間的關係為
{\displaystyle W_{0}=h\nu _{0}} ；
其中，{\displaystyle h} 是普朗克常數，{\displaystyle h\nu _{0}} 是光頻率為 {\displaystyle \nu _{0}} 的光子的能量。
克服逸出功之後，光電子的最大動能 {\displaystyle E_{\mathrm {max} }} 為
{\displaystyle E_{\mathrm {max} }=h\nu -W_{0}=h(\nu -\nu _{0})} ；
其中，{\displaystyle h\nu } 是光頻率為 {\displaystyle \nu } 的光子所帶有並且被電子吸收的能量。
實際物理要求動能必須是正值，因此，光頻率必須大於或等於底限頻率，光電效應才能發生。:18-21

## 歷史
光電效應首先由德國物理學家海因里希·赫茲於1887年發現，對發展量子理論及提出波粒二象性的设想起到了根本性的作用。菲利普·莱纳德用實驗發現了光電效應的重要規律。阿爾伯特·愛因斯坦則提出了正確的理論機制。

### 十九世紀
1839年，年僅19歲的亚历山大·贝克勒，在協助父親研究将光波照射到電解池所產生的效應時，發現了光生伏打效應。雖然這不是光學效應，但對於揭示物質的電性質與光波之間的密切關係有很大的作用。威勒畢·史密斯於1873年在進行與水下電纜相關的一項任務，測試硒圓柱高電阻性質時，發現其具有光電導性，即照射光束於硒圓柱會促使其電導增加。

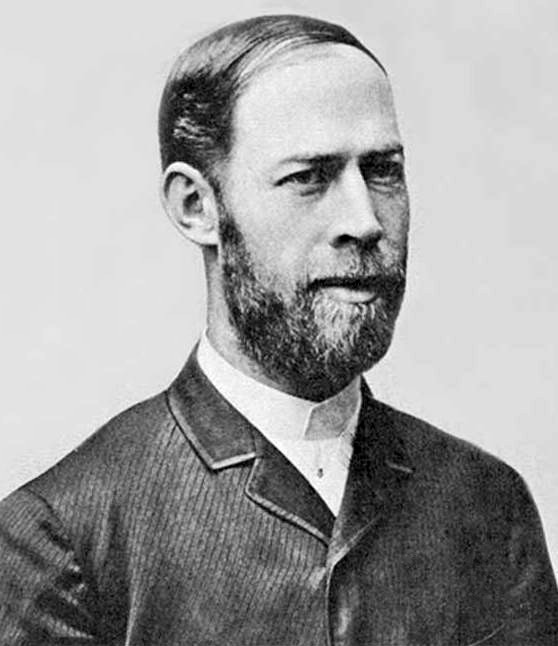
海因里希·赫茲

1887年，德國物理學者海因里希·赫茲做實驗觀察到光電效應、電磁波的發射與接收。在赫茲的發射器裏有一個火花間隙（spark gap），可以藉著製造火花來生成與發射電磁波。在接收器裏有一個線圈與一個火花間隙，每當線圈偵測到電磁波，火花間隙就會出現火花。由於火花不很明亮，為了更容易觀察到火花，他將整個接收器置入一個不透明的盒子內。他注意到最大火花長度因此減小。為了釐清原因，他將盒子一部分一部分拆掉，發現位於接收器火花與發射器火花之間的不透明板造成了這屏蔽現象。假若改用玻璃來分隔，也會造成這屏蔽現象，而石英則不會。經過用石英棱鏡按照波長將光波分解，仔細分析每個波長的光波所表現出的屏蔽行為，他發現是紫外線造成了光電效應。赫茲將這些實驗結果發表於《物理年鑑》，他沒有对该效應做進一步的研究。
紫外線入射於火花間隙會幫助產生火花，这个发现立刻引起了物理學者們的好奇心，其中包括威廉·霍爾伐克士、奥古斯托·里吉、亞歷山大·史托勒托夫等等。他們進行了一系列關於光波對於帶電物體所產生效應的研究調查，特別是紫外線。這些研究調查證實，剛剛清潔乾淨的鋅金屬表面，假若帶有負電荷，不論數量有多少，當被紫外線照射時，會快速地失去這負電荷；假若電中性的鋅金屬被紫外線照射，則會很快地變為帶有正電荷，而電子會逃逸到金屬週圍的氣體中，假若吹拂強風於金屬，則可以大幅度增加帶有的正電荷數量。:61ff
約翰·艾斯特和汉斯·盖特尔，首先發展出第一個實用的光電真空管，能夠用來量度輻照度。:458艾斯特和蓋特爾将其用于研究光波照射到帶電物體產生的效應，獲得了巨大成果。他們將各種金屬依光電效應放電能力從大到小順序排列：銣、鉀、鈉鉀合金、鈉、鋰、鎂、鉈、鋅。對於銅、鉑、鉛、鐵、鎘、碳、汞，普通光波造成的光電效應很小，無法測量到任何效應。上述金屬排列順序與亞歷山德羅·伏打的電化學排列相同，越具正電性的金屬給出的光電效應越大。:63

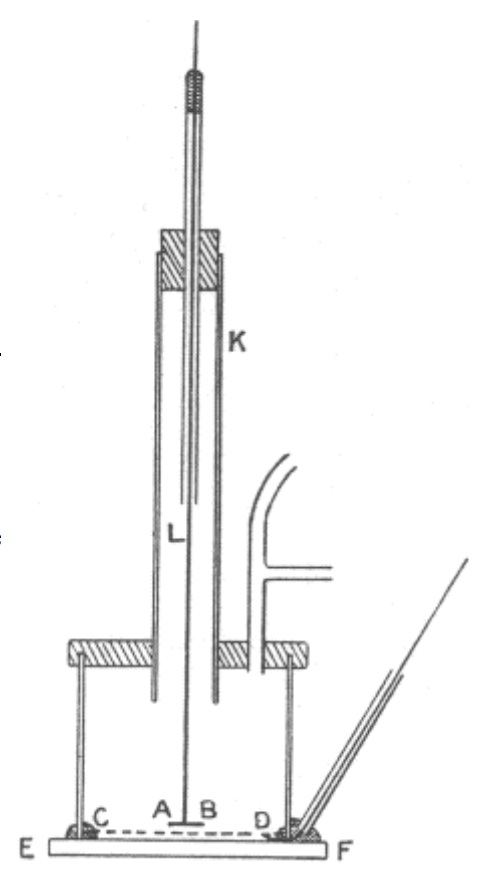
湯姆森量度粒子電荷質量比的光電效應實驗裝置。

当时研究「赫茲效應」的各種實驗还伴随着「光電疲勞」的现象，让研究变得更加複雜。光電疲勞指的是從乾淨金屬表面觀察到的光電效應逐漸衰微的現象。根據霍爾伐克士的研究結果，在這現象裏，臭氧扮演了很重要的角色。可是，其它因素，例如氧化、濕度、拋光模式等等，都必須納入考量。:239
1888至1891年间，史托勒托夫完成了很多關於光電效應的實驗與分析。他設計出一套實驗裝置，特別適合於定量分析光電效應。借助此實驗裝置，他發現了輻照度與感應光電流的直接比例。另外，史托勒托夫和里吉還共同研究了光電流與氣壓之間的關係，他們發現氣壓越低，光電流變越大，直到最優氣壓為止；低於這最優氣壓，则氣壓越低，光電流變越小。:68, 70
約瑟夫·湯姆森於1897年4月30日在大不列顛皇家研究院（Royal Institution of Great Britain）的演講中表示，通过觀察在克魯克斯管裏的陰極射線所造成的螢光輻照度，他發現陰極射線在空氣中透射的能力遠超一般原子尺寸的粒子。，因此，他主張陰極射線是由帶負電荷的粒子組成，後來稱為電子。:404-405此後不久，通过觀察陰極射線因電場與磁場作用而產生的偏轉，他测得了陰極射線粒子的電荷質量比。1899年，他用紫外線照射鋅金屬，又测得發射粒子的電荷質量比 {\displaystyle e/m} 為7.3×106emu/g，與先前實驗中测得的陰極射線粒子的數值7.8×106emu/g大致符合。他因此正確推斷這兩種粒子是同一種粒子，即電子。:184-185:28他還測出這粒子所載有的負電荷 {\displaystyle e} 。從這兩個數據，他成功計算出了電子的質量：大約是氫離子質量的千分之一。電子是當時所知質量最小的粒子。:189

### 二十世紀

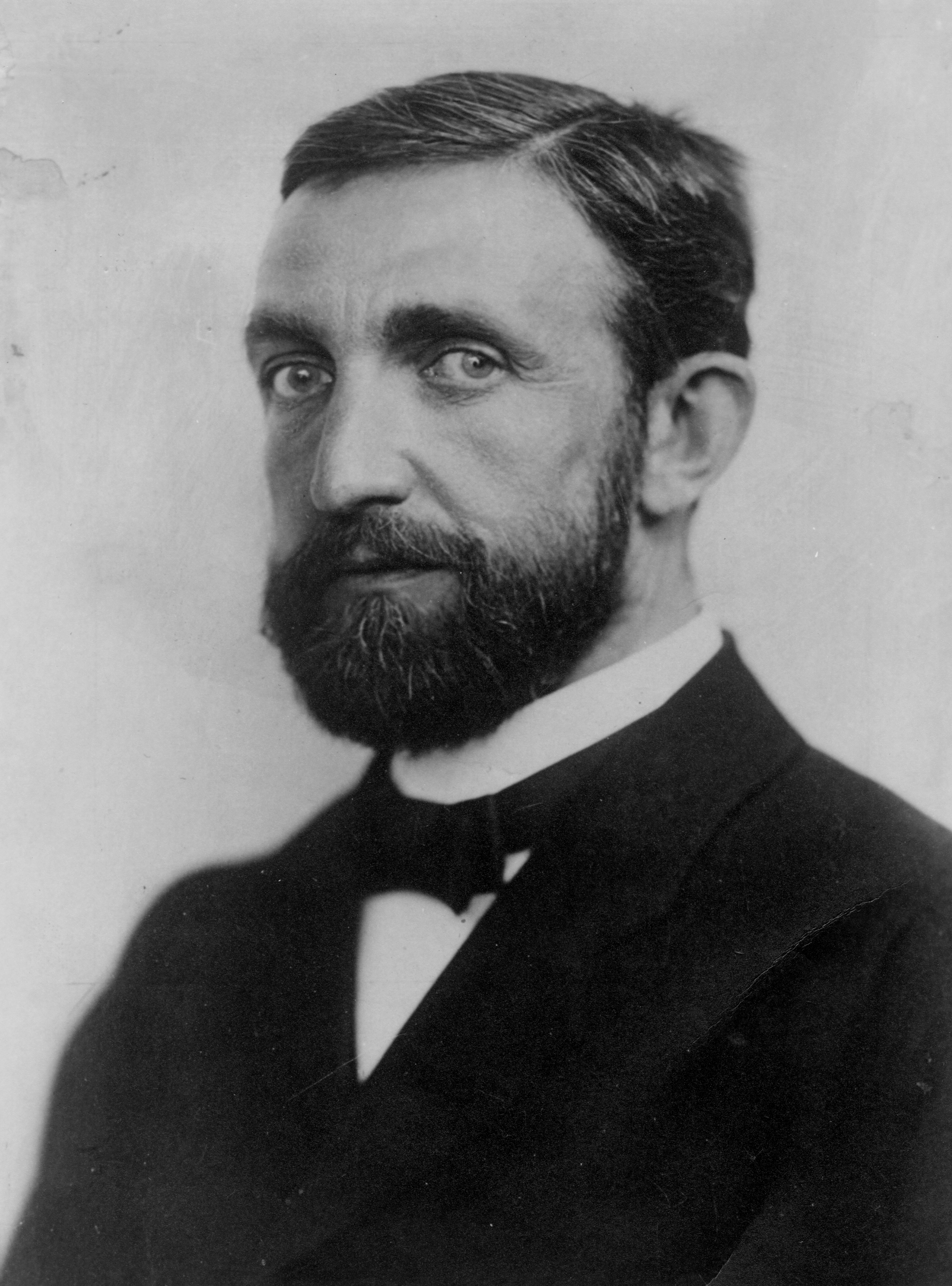
匈牙利物理學家菲利普·萊納德

菲利普·萊納德於1900年發現紫外線會促使氣體發生電離作用。由於這效應廣泛發生於好幾公分寬區域的空氣，並且製造出很多大顆的正離子與小顆的負離子，這現象很自然地被詮釋為光電效應發生於在氣體中的固體粒子或液體粒子，湯姆森就是如此詮釋這現象。1902年，萊納德又發佈了幾個關於光電效應的重要實驗結果。第一，藉著變化紫外光源與陰極之間的距離，他發現，從陰極發射的光電子數量每單位時間與入射的輻照度成正比。第二，使用不同的物質為陰極材料，可以顯示出，每一種物質所發射出的光電子都有其特定的最大動能（最大速度），換句話說，光電子的最大動能與光波的光譜組成有關。第三，藉著調整陰極與陽極之間的電壓差，他觀察到，光電子的最大動能與截止電壓成正比，與輻照度無關。:212-220
由於光電子的最大速度與輻照度無關，萊納德認為，光波並沒有給予這些電子任何能量，這些電子本來就已擁有這能量，光波扮演的角色好似觸發器，一觸即發地選擇與釋出束縛於原子裏的電子，這就是萊納德著名的「觸發假說」（triggering hypothesis）。:74-75在那時期，學術界廣泛接受觸發假說為光電效應的機制。可是，這假說遭遇到一些嚴峻問題，例如，假若電子本來在原子裏就已擁有了逃逸束縛與發射之後的動能，那麼，將陰極加熱應該會給予更大的動能，但是物理學者做實驗並沒有測量到任何不同結果。

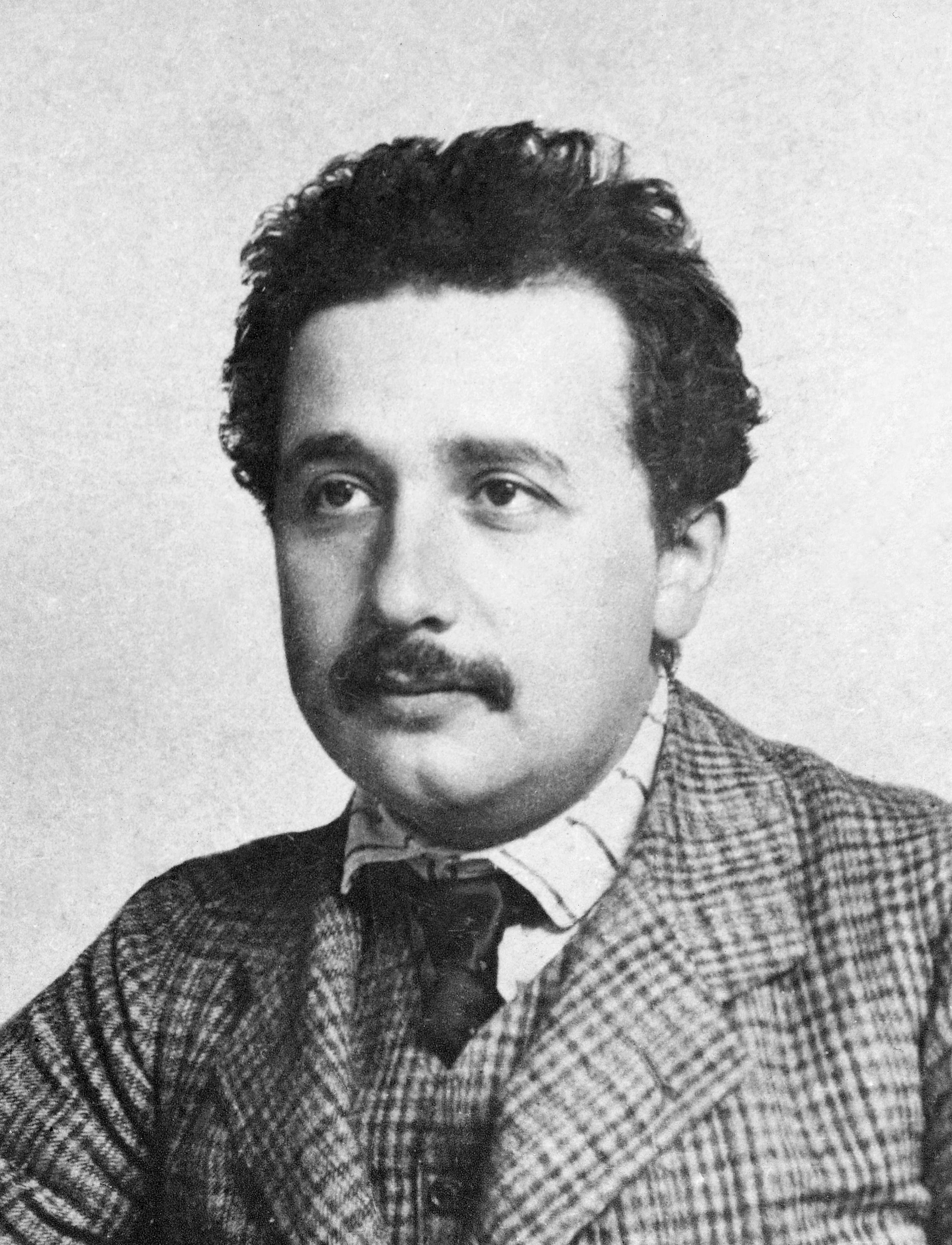
愛因斯坦在1905年（愛因斯坦奇蹟年）發表了六篇劃時代的論文。

1905年，愛因斯坦在論文《關於光的產生和轉變的一個啟發性觀點》裏，重新解釋光電效應，他提出光量子假設，光束是由一群離散的能量粒子組成，稱為光量子，而不是連續性波動。這光量子後來簡稱為光子。對於馬克斯·普朗克先前在研究黑體輻射中所發現的普朗克關係式，愛因斯坦給出另一種詮釋：頻率為 {\displaystyle \nu } 的光量子擁有的能量為 {\displaystyle h\nu } ；其中，{\displaystyle h} 因子是普朗克常數。愛因斯坦認為，組成光束的每一個光量子所擁有的能量等於頻率乘以普朗克常數。假若光量子的頻率大於某極限頻率，則這光子擁有足夠能量來使得一個電子逃逸（稱為光電子），造成光電效應。愛因斯坦的論述解釋了為甚麼光電子的能量只與頻率有關，而與輻照度無關。雖然光束的輻照度很微弱，只要頻率足夠高，必會產生一些高能量的光量子來促使束縛電子逃逸。儘管光束的輻照度很強勁，假若頻率低於極限頻率，則仍舊無法給出任何高能量的光量子來促使束縛電子逃逸。
愛因斯坦的論述極具想像力與說服力，但卻遭遇到學術界強烈的抗拒，這是因為它與詹姆斯·麦克斯韦所表述，而且經過嚴格理論檢驗、通過精密實驗證明的光的波動理論相互矛盾，它無法解釋光波的折射性與相干性，更一般而言，它與物理系統的能量「無窮可分性假說」相互矛盾。甚至在實驗證實愛因斯坦的光電效應方程式正確無誤之後，強烈抗拒仍舊延續多年。愛因斯坦的發現開啟了量子物理的大門，愛因斯坦因為「對理論物理學的成就，特別是光電效應定律的發現」榮獲1921年諾貝爾物理學獎。

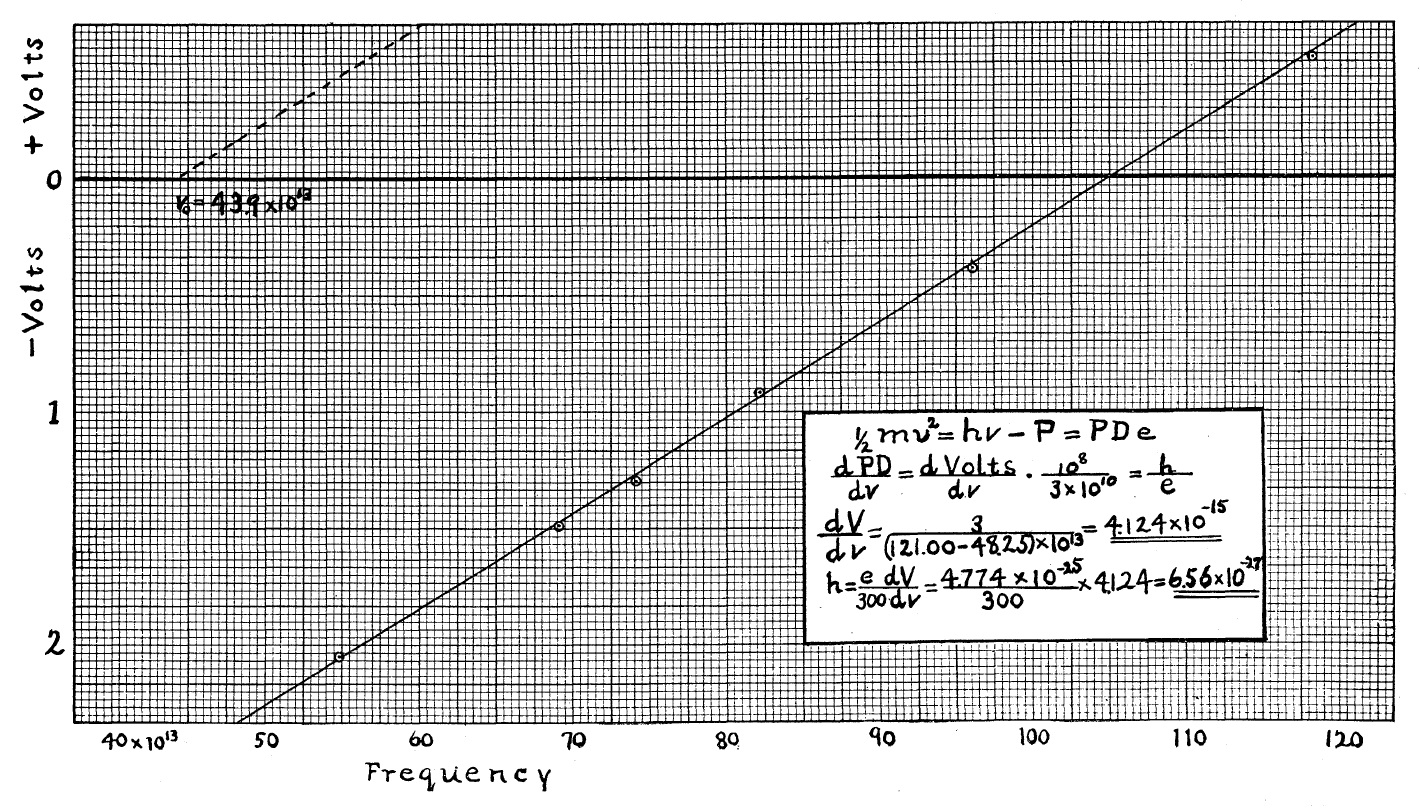
圖為密立根做光電效應實驗得到的最大能量與頻率關係線。豎軸是能夠阻止最大能量光電子抵達陽極的截止電壓，P是逸出功，PD是電勢差（potential difference）。

愛因斯坦的論文很快地引起美國物理學者羅伯特·密立根的注意，但他也不贊同愛因斯坦的理論。之後十年，他花費很多時間做實驗研究光電效應。他發現，增加陰極的溫度，光電子最大能量不會跟著增加。他又證實光電疲勞現象是因氧化作用所產生的雜質造成，假若能夠將清潔乾淨的陰極保存於高真空內，就不會出現這種現象了。:2381916年，他證實了愛因斯坦的理論正確無誤，並且應用光電效應直接計算出普朗克常數。密立根因為「關於基本電荷以及光電效應的工作」獲頒1923年諾貝爾物理學獎。

## 實驗結果分析
如左圖所示，在一個真空的玻璃或石英封閉容器內，裝置了金屬發射極與集電極，將兩個電極連結至可變電源兩端，用可變電源調整發射極與集電極之間的電壓 {\displaystyle V}，用電流表測量兩個電極之間的電流。假設沒有照射任何光束於發射極，則由於發射極與集電極之間呈斷路狀況，電流表量度到的電流為零。假設照射光束於發射極，給予適當光頻率、電壓條件，則電流表會量度到電流。:1240-1246

### 截止電壓（遏制电压）

不同輻照度的光束照射於金屬表面，電流 隨電壓 的關係曲線圖。三條曲線按照輻照度從大至小順序排列為a、b、c。

從電壓表與電流表讀取的數值，可以繪得右邊所示的曲線圖。按照這曲線圖做分析推論，給定適當光頻率，給定輻照度，正電壓 {\displaystyle V} 越大，使得發射極的電勢越低於集電極的電勢，則越多從發射極發射出的光電子會因電場力被吸引至集電極，因此電流 {\displaystyle I} 跟著增大，直到所有發射出來的光電子都被聚集於集電極為止，這時，電流會達到飽和值，稱為「飽和電流」 {\displaystyle I_{s}} ，再增加正電壓也不會增加電流。:1060
如右圖所示，給定適當光頻率與適當電壓，調整輻照度，則輻照度越大，電流越大，飽和電流也越大。
現在假設電壓 {\displaystyle V} 是負值，負電壓 {\displaystyle V} 越負，使得發射極的電勢越高於集電極的電勢，則越多從發射極發射出的光電子會因電場力被集電極排斥，無法抵達集電極，因此電流會跟著減小，直到變為零為止，沒有任何光電子會抵達集電極，這使得電流變為零的負電壓，其絕對值 {\displaystyle V_{stop}} 稱為「截止電壓」（遏制电压）。
如右圖所示，給定光頻率，截止電壓（遏制电压） {\displaystyle V_{stop}} 與輻照度無關。理論而言，截止電壓（遏制电压） {\displaystyle V_{stop}} 與光電子的最大動能有關。這論點可以很容易推導出來。最大動能以方程式表示為
{\displaystyle E_{\mathrm {max} }={\frac {1}{2}}mv_{\mathrm {max} }^{2}} ；
其中，{\displaystyle m} 是電子質量，{\displaystyle v_{\mathrm {max} }} 是光電子的最大速度。
由於負電壓作用，光電子的速度從 {\displaystyle v_{\mathrm {max} }} 變為零，負電壓阻止光電子抵達集電極所做的功為
{\displaystyle {1 \over 2}mv_{\mathrm {max} }^{2}=q_{e}V_{stop}} ；
其中，{\displaystyle q_{e}} 是基本電荷。
所以，最大動能與截止電壓（遏制电压）之間的關係為
{\displaystyle E_{\mathrm {max} }=q_{e}V_{stop}} 。
當電流等於零時，量度截止電壓（遏制电压），就可以得到光電子的最大動能。

### 最大動能
前段內容推論出一個結果，給定光頻率，截止電壓 {\displaystyle V_{stop}} 與輻照度無關。從這結果，可以更進一步推論，給定光頻率，光電子的最大動能與輻照度無關。不論光束是多麼的明亮，或是多麼的黯淡，光電子的最大動能不會改變。
應用古典物理學，無法對此一結果給出恰當的解釋。根據古典物理學，入射光束是一種電磁波，在金屬表面的電子感受到電磁波的電場力，會跟著電磁波振動。假若電磁波的振輻越大，則電子也會越激烈、更具能量地振動，因此，發射出的光電子也會擁有更大的動能。:18-21
量子物理學引用光子的概念來解釋這現象，{\displaystyle h\nu } 是光頻率為 {\displaystyle \nu } 的光子所帶有的能量。在金屬表面的任意一個電子所能從光束得到的能量是一個光子的能量。增加輻照度會增多在光束裏的光子數量，這會增多光電子數量，但不會使得每一個光電子因吸收光子而獲得的能量增加。所以，光電子的最大動能與輻照度無關，只與光頻率有關。

### 底限頻率
對於某金屬（例如鋅金屬）做實驗，將測得的最大動能與光頻率之間的關係數據繪成曲線圖，如右圖所示，則可察覺，不論入射光束的輻照度為何，光頻率必須高過某最低頻率，否則不會出現光電效應，這最低頻率是這金屬的特徵頻率，稱為「底限頻率」，對應的波長稱為「底限波長」。:1060-1061
根據古典物理學，不應該存在極限頻率，入射光束的輻照度越大，傳輸給電子的能量更大，電子應該更容易逃逸出金屬表面，這完全與光頻率無關。
根據量子物理學，每一種金屬都有其特徵的逸出功 {\displaystyle W_{0}} 。電子從光子得到的能量必須大於逸出功，否則無法逃逸出金屬表面，因此，光頻率必須大於極限頻率 {\displaystyle \nu _{0}} ，而逸出功與極限頻率的關係為
{\displaystyle W_{0}=h\nu _{0}} 。
光頻率必須大於或等於極限頻率，光電效應才能發生。

### 幾乎瞬時發射
古典電磁學預測從開啟入射光束到光電子發射應該需要一段有限時間間隔，這是因為電子必須吸收累積入射光束的能量，直到獲得足夠能量才能逃逸離開金屬表面，假若輻照度很微弱，這可能需要幾個小時的時間間隔。但是，實際實驗結果並非這樣，所需的時間間隔小於3×10−9秒，這是非常微小的時間間隔，幾乎可以用瞬時發射來形容。:1240-1246:18-21
應用量子物理學，不論輻照度的大小，只要入射光子的能量大於或等於逸出功，一旦這能量被金屬表面的電子吸收，就可以逃逸出金屬表面，成為光電子，所以，開啟入射光束後，在非常微小的時間間隔內，就有可能觀察到光電效應。

### 偏振方向
假設照射平面偏振光束於金屬表面，則光電子的發射方向分佈的高峰是入射光束的偏振方向（電場方向）。

## 實際應用

### 光電倍增管
光電倍增管是一種極為靈敏的感光真空管，內部裝置了一個光電陰極 (photocathode)、幾個倍增極（dynode）與一個陽極。位於真空管一端窗口的光電陰極是具有特別低逸出功性質的沉積薄膜，每當光子穿過窗口入射於光電陰極時，會因光電效應很容易地發射出光電子。藉著一系列電勢越來越高的倍增極，光電子會被加速，並且通過二次發射，電子數量會急遽增多，在陽極形成可偵測的電流。光電倍增管常用於偵測輻照度非常微弱的光束，是功能優良的測量儀器。:177-185

### 金箔驗電器
金箔驗電器可以用來偵測靜電。置放於金屬頂帽的電荷會移動至金屬桿與金箔。由於同性相斥，金屬桿與金箔會互相排斥，因此，金箔的下端會與金屬桿分開，從兩者分開的程度，可以估量電性大小。
金箔驗電器是一種演示光電效應的教育工具。例如，假設驗電器帶有負電，有很多額外電子，金箔的下端與金屬桿分開。假若照射高頻率光束於金屬頂帽，超過其極限頻率，造成光電效應，光電子會被發射出去，因此，驗電器會放電，金箔的下端會漸漸掉落，與金屬桿閉合，呈電中性。持續照射動作，會使得驗電器變為帶有正電，由於同性相斥，金箔的下端與金屬桿又會分開。假若，光束頻率低於金屬頂帽的極限頻率，則不會發生光電效應，不論照射光束多久時間，金屬頂帽永遠不會放電。:389-390

### 光電子能譜學
光電子能譜學（photoelectron spectroscopy）量度固體、氣體、液體樣品因被光束照射而發射出的光電子的動能。從光子能量 {\displaystyle h\nu } 、光電子動能 {\displaystyle E} 、樣品逸出功 {\displaystyle W_{0}} ，可以得到電子在樣品裏的結合能 {\displaystyle E_{B}} ：:4-5
{\displaystyle E_{B}=h\nu -E-W_{0}} 。
在光電子能譜學發展成功之前，關於這類的數據很少，尤其是內層電子的結合能。
光電子能譜學實驗通常需要在高真空內完成，否則，光電子很容易會被氣體分子散射。光束源可以是X射線管、氣體放電燈、同步輻射源等等。:14-20依據照射光束的頻率，光電子能譜學又分為X射線光電子能譜學、紫外光電子能譜學等等。不論照射光束頻率為何，每一種光電子能譜學的中心論題都是量度光電子能量做表面分析。

### 航天器
由於光電效應，暴露於太陽輻射的航天器會累積正電荷，這現象稱為空間電荷累積（space charging）。電性不平衡偶而會因為放電而損壞易毀的電子儀器，但時常會影響某些測量結果的準確性，例如，等離子密度、等離子分佈函數、電場等等。但是，這些靜電問題都具有自我限制性質，因為電壓高的物體比較不容易發射出光電子。
有時候，暴露於太陽輻射的航天器會累積正電荷。主要原因是面對太陽部分與背對太陽部分之間的「差異電荷累積」（differential charging）。背對太陽部分會從周圍的等離子體獲得負電荷，所產生的電場會包抄到面對太陽部分，形成一個電勢壘，抑遏光電子發射機制。另外一個原因是具有高反光率（reflectance）的表面物質會強烈反射太陽輻射，因此降低光電效應。

### 月球塵
陽光照射到月球表面與月球塵，會因為光電效應，促使它們帶有正電荷，因此月球塵會被月球表面排斥，靜電懸浮（electrostatic levitation）於月球表面上方幾公尺高區域，懸浮在月球空中好似「大塵層」，從遠處觀察，可以看到一層薄薄的灰霾，迢遙的月球輪廓因此變得模糊不清，落日後，依舊可以在地平面上方看到暗淡的曙暮光。這現象最先被1960年代測量員計畫拍攝存證。根據「動力學噴泉模型」（dynamic fountain model），在獲得電荷與釋出電荷的循環過程中，月球塵粒子像噴泉般地移動。

### 夜視儀
夜視儀的最核心組件是影像管（image intensifier tube），這是一種電光裝置（electro-optic device），能夠將各種不同波長的微弱光波變換為可視的不同輻照度單色光波。在影像管裏，假設光子撞擊到光陽極（photocathode）的鹼金屬薄膜或像砷化鎵一類的半導體物質，則因光電效應，光電子被發射出來，這些光電子會被靜電場加速，然後撞擊到螢光屏，又產生光子。信號加強的達成是靠著電子加速或使用微通道板一類裝置通過二次發射促使增加電子數量。有時候，兩種方法都會一起並用。
為了產生光電效應，當光子被電子吸收後，必須有足夠能量將電子從物質的導帶移至真空能級（vacuum level），這動作需要用到額外能量來克服光陽極的電子親合勢，除了禁帶以外，這是另外一種阻礙光電子發射的勢壘，這在能帶間隙模型（band gap model）裏有詳細說明。有些像砷化鎵一類的物質，其有效電子親合勢低於導帶的能級。對於這種物質，移動到導帶的電子有足夠能量被發射出來，成為光電子。這種物質可以製成很厚的薄膜來吸收光子。這種物質稱為「負電子親合勢」物質。

## 截面
光電效應是光子與原子之間的一種相互作用，是十二種可能的理論相互作用中的一種。:672-673假設光子能量大約為電子靜止能511 keV，則康普頓散射可能會發生。大約兩倍能量1.022 MeV，則成對產生可能會發生。:712康普頓散射、成對產生是另外兩種競爭機制案例。
對於某單獨光子與束縛電子相互作用，即使光電效應是常見反應，雖然光子已被吸收，束縛電子已被激發，仍舊無法肯定預測最終結果為何，這是因為需要通過統計性過程，才能得到最終結果。光電效應發生的機率是由相互作用的截面來量度。截面的參數是靶原子的原子序 {\displaystyle Z} 與光子能量。對於光子能量 {\displaystyle E} 大於最高原子結合能，K電子截面 {\displaystyle \sigma } 可以如下大概估計：
{\displaystyle E} 小於K吸收邊限：{\displaystyle \sigma \approx Z^{5}/E^{7/2}} 、
{\displaystyle E} ≈ 511keV：{\displaystyle \sigma \approx Z^{5}/E^{2}} 、
{\displaystyle E\gg mc^{2}} ：{\displaystyle \sigma \approx Z^{5}/E} 。
從這些公式可以觀察到，原子序越大，光電效應截面越快速變大。因此推論，高-Z物質是優良的伽瑪輻射屏蔽。這就是為甚麼鉛金屬（Z=82）是良好的伽瑪輻射屏蔽。